# Модуль непрерывности
Для любой функции {\displaystyle f}, определённой на множестве {\displaystyle E}, можно ввести понятие модуля непрерывности этой функции, обозначаемого {\displaystyle \omega _{f}(\delta )}. Модуль непрерывности — тоже функция, по определению равная
{\displaystyle \omega _{f}(\delta )=\sup\{|f(x_{1})-f(x_{2})|\colon (x_{1},\;x_{2}\in E)\land |x_{1}-x_{2}|<\delta \},}
или верхней грани колебания функции по всем подотрезкам из {\displaystyle E} длиной меньше {\displaystyle \delta }. Также в литературе встречаются другие обозначения: {\displaystyle \omega (f,\;\delta )} и (реже) {\displaystyle \omega (\delta ,\;f)}.

## Свойства модуля непрерывности
Введённая функция обладает рядом интересных свойств.
- При любом {\displaystyle \delta } она неотрицательна.
- Функция не убывает.
- Функция полуаддитивна, если {\displaystyle E} выпукло:
{\displaystyle \omega _{f}(\delta _{1}+\delta _{2})\leqslant \omega _{f}(\delta _{1})+\omega _{f}(\delta _{2}).}
- По определению в точке 0 модуль непрерывности равен 0:
{\displaystyle \omega _{f}(0){\stackrel {\mathrm {def} }{=}}0.}
- Теорема о равномерной непрерывности может быть сформулирована следующим образом. Если функция {\displaystyle f} определена на отрезке {\displaystyle [a,\;b]} и непрерывна на нём, то {\displaystyle \lim _{\delta \to 0+}{\omega _{f}(\delta )}=0}, и наоборот. Данный предел обозначается также {\displaystyle \omega _{f}(0+)}.
- Если {\displaystyle f(x)} непрерывна на {\displaystyle [a,\;b]}, то её модуль непрерывности также непрерывная функция на отрезке {\displaystyle [0,\;b-a]}.

## Связанные понятия
Модуль непрерывности оказался тонким инструментом исследования разнообразных свойств функции, таких как:
- принадлежность классам Липшица и Гёльдера;
- гладкость;
- дифференцируемость;
- возможности эффективного приближения функции полиномами (неравенство Джексона — Стечкина)
- и многих других.

## Вариации и обобщения

### Модули непрерывности высших порядков
Нетрудно заметить, что в определении модуля непрерывности используется конечная разность первого порядка от функции {\displaystyle f}.
{\displaystyle \omega _{f}(\delta )=\sup\{|\Delta _{h}^{1}(f,\;x)|\colon (x\in E)\land |h|<\delta \}.}
Если вместо конечной разности первого порядка взять конечную разность порядка {\displaystyle n}, то получим определение модуля непрерывности порядка {\displaystyle n}. Обычное обозначение для таких модулей — {\displaystyle \omega _{n}(f,\;\delta )}.

#### Свойства
- Если {\displaystyle k} — целое число, то {\displaystyle \omega _{n}(f,\;k\delta )\leqslant k^{n}\omega _{n}(f,\;\delta ).}

### Неклассические модули непрерывности
Известно много разных обобщений понятия модуля непрерывности. Например, можно заменить оператор конечной разности другим разностным оператором с произвольными коэффициентами. Можно разрешить этим коэффициентам быть непостоянными и меняться в зависимости от точки, где берётся этот разностный оператор. Можно разрешить и шагу, с которым берётся разностный оператор также зависеть от точки. Подобные неклассические модули непрерывности находят своё применение в различных областях современной математики.